# GOAT (曲)
「GOAT」（ゴート）は、Number_iの楽曲。デビューシングルとして2024年1月1日にTOBE MUSICから配信限定リリースされた。同年3月6日には楽曲を表題曲としたCDシングルがリリースされた。

## 概要
「GOAT」はTOBE所属のグループであるNumber_iのデビュー・シングル。
本作は、2024年1月1日午前0時に、全世界に向けて一斉配信された。
1月1日の配信開始後わずか15時間で350万回、3日間でYouTubeでの再生回数が1000万回を突破した。
タイトルの「GOAT」は『Greatest Of All Time』の略語（頭文字を並べたアクロニム）・スラングで、「史上最高」という意味がある。メンバーの神宮寺勇太はインタビューで、「せっかくだったら日本のアーティストの方々があまり最近やってないような、ゴリゴリのヒップホップというジャンル、そしてそのカルチャーを自分たちなりに表現したいよねっていうことで、このような楽曲にさせていただきました」と解説した。製作期間は約2か月で、デモ楽曲をベースに、まずは誰がどのパートにふさわしいかを検証し、作曲家を交えて意見を出し合い自分たちの気持ちを詞に乗せていった。完成したときには、デモが原形をとどめないほどブラッシュアップされていたそうである。メンバーの岸優太は、「レコーディングに関しても、すごい朝まで録ったという思い出があります。それくらい納得いくまで作り上げた、魂と時間を込めた1曲。」と答えた。
プロデューサーである滝沢秀明は本作に対し、今までのアイドル的な存在ではなくグローバルに挑戦したいという本人たちの意向が反映されていること、今回は日本語詞にすることで日本代表としてメッセージを海外に向けて発信したい狙いがあることなどを述べ、「今まで応援してきたファンの方が聴いたら、けっこう衝撃的な、とがってる楽曲になると思うんですが、『自分たちのこれからを皆さんに示す』という意味ではNumber_iの覚悟を乗せた楽曲になるかと思います。まずは自分たちはこういった楽曲で『世界に挑戦していきたいんだ』っていう熱い気持ちが乗った楽曲になります」とインタビューで答えた。
ミュージック・ビデオの監督は児玉裕一が担当し、東京と栃木で3日間撮影された。児玉によると、メンバー3人、コレオグラファー、スタイリストと何度も顔を合わせながら、みんなで少しずつイメージを膨らませて製作された。児玉曰く「これが彼らの答え。そして彼らの新しいやり方。これまでもこれからもすべてひっくるめて堂々と前に進んでいく、そんな覚悟とすがすがしさと可能性があふれちゃってはみ出しちゃって、とても映像には収まりきってません…。Number_iやばい…」とコメントを寄せた。

### プロモーション
2023年12月30日よりNumber_i公式YouTubeチャンネルにてティーザー広告を配信し、本作品の世界同時配信を告知した。
1月1日の配信開始を記念し、Apple Music、Amazon Music、Spotify、LINE MUSICの4社の音楽ストリーミングサービスにて、Number_iのアーティストページをフォローし、その後期間内に応募した者全員に、Number_iオリジナル画像がダウンロードできるキャンペーンを開催。また、iTunes Store、Amazon Music、mora、レコチョクの4社にて楽曲をダウンロードにて購入し期間内に応募した者全員に、ストリーミングのキャンペーンとは別のNumber_iオリジナル画像がダウンロードできるキャンペーンを開催。さらに購入者向けのキャンペーン応募者より抽選で非売品「GOAT」オリジナルポストカードセットがプレゼントされる。

## 収録内容

### 通常盤
CD
1. GOAT
作詞・作曲・編曲：Pecori / SHUN / MONJOE
2. Blow Your Cover
3. FUJI
4. Rain or Shine

### 初回限定盤A
CD
1. GOAT
2. Blow Your Cover
3. Is it me?

Blu-ray Disc
1. GOAT (Official Music Video)
2. GOAT (Official Music Video) Behind The Scenes

### 初回限定盤B
CD
1. GOAT
2. Blow Your Cover
3. Midnight City

Blu-ray Disc
1. Number_iのGOATな休日

### 配信
2024年1月1日、GOATのみが配信限定リリースされた。2024年3月6日、本作のカップリング5曲が配信リリースされた。
| #         | タイトル            | 作詞  | 作曲・編曲 | 時間 |
| --------- | ------------------- | ----- | ---------- | ---- |
| 1.        | 「GOAT」            |       |            | 2:39 |
| 2.        | 「Blow Your Cover」 |       |            | 2:40 |
| 3.        | 「Is it me?」       |       |            | 2:58 |
| 4.        | 「Midnight City」   |       |            | 3:54 |
| 5.        | 「FUJI」            |       |            | 2:42 |
| 6.        | 「Rain or Shine」   |       |            | 3:29 |
| 合計時間: | 合計時間:           | 18:22 |            |      |